# Aponogeton bruggenii
Aponogeton bruggenii là một loài thực vật có hoa trong họ Aponogetonaceae. Loài này được S.R.Yadav & Govekar mô tả khoa học đầu tiên năm 1994.